# 弗雷米库尔
弗雷米库尔（法語：Frémicourt，法語發音：[fʁemikuʁ]）是法国上法蘭西大區加来海峡省的一个市镇，属于阿拉斯区。

## 地理
弗雷米库尔（50°6'40"N, 2°54'8"E）面积5.63 平方千米，位于法国上法蘭西大區加来海峡省，该省份为法国北部沿海省份，西北濒北海，南至索姆省，东临北部省。
与弗雷米库尔接壤的市镇（或旧市镇、城区）包括：沃-弗罗库尔、邦库尔、伯尼亚特尔、伯尼、阿普兰库尔。

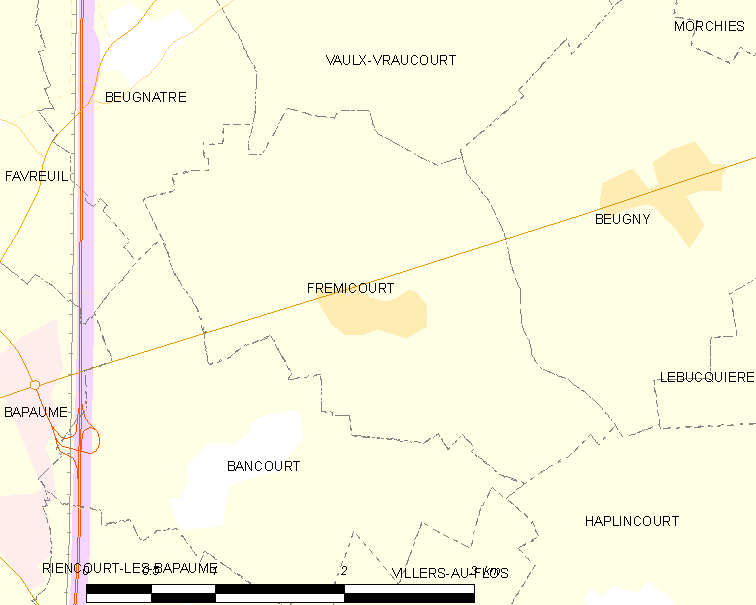
弗雷米库尔的OSM定位图

弗雷米库尔的时区为UTC+01:00、UTC+02:00（夏令时）。

## 行政
弗雷米库尔的邮政编码为62450，INSEE市镇编码为62353。

## 政治
弗雷米库尔所属的省级选区为巴波姆县。

## 人口

1962-2008年间弗雷米库尔人口变化图示

弗雷米库尔于2022年1月1日时的人口数量为239人。